# Конституция УССР (1937)
Конституция Украинской Советской Социалистической Республики (укр. Конституція Української Радянської Соціалістичної Республіки) — основной закон Украинской ССР, который был утверждён 30 января 1937 года на 14-м чрезвычайном Всеукраинском съезде Советов. 
Конституция была составлена на основе Конституции СССР 1936 года, действовала до принятия Конституции Украинской ССР 1978 года.

### Энциклопедии
- Конституція Української РСР // Український радянський енциклопедичний словник (укр.) / М. П. Бажан. — Киев: Гол. ред. УРЕ, АН УРСР, 1967. — Т. 2: Кабарга — Полюддя. — С. 185. — 856 с.
- Таранов А. П. Конституція Української РСР // Радянська енциклопедія історії України[укр.] (укр.) / А. Д. Скаба. — Киев: Гол. ред. УРЕ, АН УРСР, 1970. — Т. 2: Державін — лестригони. — С. 464—465. — 584 с. — 40 000 экз.
- Мироненко О. М. Конституція УРСР 1937 // Юридична енциклопедія[укр.] (укр.) / Ю. С. Шумшученко. — Киев: «Юридична думка», 2001. — Т. 3. — С. 305—306. — 792 с. — ISBN 966-7492-03-6.
- Мироненко О. М. Конституція Української Радянської Соціалістичнї Республіки 1937 // Енциклопедія історії України (укр.) / В. А. Смолій (голова) та ін.. — Киев: Наук. думка, 2009. — Т. 5: Кон—Кю. — 568 с. — ISBN 978-966-00-1405-3.
- Гончаренко В. Д. Конституція УРСР 1937 // Велика українська юридична енциклопедія[укр.] (укр.) / Ю. С. Шумшученко. — Х.: «Право», 2016. — Т. 1: Історія держави і права України. — С. 400—403. — 848 с. — ISBN 978-966-937-048-8.

### Законодательные акты
- Конституція (Основний Закон) Української Радянської Соціалістичної Республіки (укр.). https://zakon.rada.gov.ua/. Законодавство України (30 января 1937). Дата обращения: 15 февраля 2020.
- Конституція (Основний Закон) Української Радянської Соціалістичної Республіки (укр.). https://zakon.rada.gov.ua/. Законодавство України (29 июня 1973). Дата обращения: 15 февраля 2020.
- Конституція (Основний Закон) Української Радянської Соціалістичної Республіки (укр.). https://zakon.rada.gov.ua/. Законодавство України (19 ноября 1976). Дата обращения: 15 февраля 2020.